# خزنده‌سوسماران
خزنده‌سوسماران (نام علمی: Erpetosuchidae) نام یک تیره از رده خزندگان است.